# Hindu időszámítás
A hindu időszámítás hatalmas skáláját a hindu vallásos iratok (Védák és Puránák) meglehetős pontossággal rögzítik. Az idő (szanszkritul: काल = kála) mértéke a legkisebb egységtől (paramánu, mintegy 17 mikroszekundum) a legnagyobbig (maha-manvantara, 311 040 000 000 000 földi év) terjed. Az óind bölcselet szerint az idő egymásba ágyazott ciklusok sorozata. A világegyetem teremtése és pusztulása is ciklikus folyamat, amely önmagát örökké ismétli. Az univerzum ideje Brahma, a teremtő életének folyama. Minden kisebb-nagyobb ciklus végén bizonyos mértékű pusztulás megy végbe a lények között. Brahma életének végén a teljes univerzumot Siva átmenetileg megsemmisíti.

## Az idő egységei
A hindu kozmogónia szerint amikor Isten akaratára az anyagi részecskék megtelnek energiával, és a ma ismert anyagformák létrejönnek, létrejön az idő is. Az idő az anyagot alkotó atomi részecskéken áthaladó nap mozgásával mérhető. Két atom ún. duálatomot hoz létre, a duálatomok hármasával hexatomokat (traszanéru) képeznek. ez az az anyagmennyiség, amely a napfény sugaraiban még éppen látható. A traszanéruk szintén képesek az egyesülésre, három traszanéru egyesülésének ideje a hindu időfogalom alapegysége, a truti. A truti időtartama 1/1687,5 másodperc.
|                     |                                                                  |
| 1 truti             | 1/1687,5 másodperc, 18 atom egyesülésének ideje                  |
| 100 truti           | 1 védha (8/135 másodperc)                                        |
| 3 védha             | 1 lava (8/45 másodperc)                                          |
| 3 lava              | 1 nimésa (8/15 másodperc)                                        |
| 3 nimésa            | 1 ksana (8/5 másodperc)                                          |
| 5 ksana             | 1 kástha (8 másodperc)                                           |
| 15 kástha           | 1 laghu (2 perc)                                                 |
| 15 lakhu            | 1 nádika vagy danda (30 perc)                                    |
| 2 danda             | 1 muhúrta (1 óra)                                                |
| 6-7 danda           | 1 praha (1/4 nappal vagy éjszaka, kb. 3 óra)                     |
| 24-28 danda         | 1 nappal (12 óra)                                                |
| 1 paksa             | 15 nap+éjszaka (lunáris félhónap)                                |
| 2 paksa             | 1 lunáris hónap (egy nappal és éj a Píta-bolygón)                |
| 2 hónap             | 1 évszak                                                         |
| 6 hónap             | a Nap útjának fele                                               |
| 12 hónap            | 1 év (A teljes nappálya, a félistenek egy nappalja és éjszakája) |
| 100 év              | 1 emberi élet tartama                                            |
| 360 emberi év       | 1 félisteni év                                                   |
| 12 000 félisteni év | 1 csaturjuga v. mahájuga (4 320 000 emberi év)                   |
| 71 csaturjuga       | 1 mantavantara (1 Manu élet)                                     |
| 1000 csaturjuga     | 1 kalpa (Brahma nappala)                                         |
| 1000 csaturjuga     | 1 kalpa (Brahma éjjele)                                          |
| 2000 csaturjuga     | Brahma teljes napja                                              |
| 30 Brahma nap       | Brahma hónapja                                                   |
| 12 Brahma hónap     | Brahma egy éve                                                   |
| 50 Brahma év        | 1 parárdha (brahma fél élete)                                    |
| 100 Brahma év       | Brahma teljes élete, 311 040 000 000 földi év                    |
| 1 Brahma élet       | Isten egy pillanata                                              |

## Korszakok

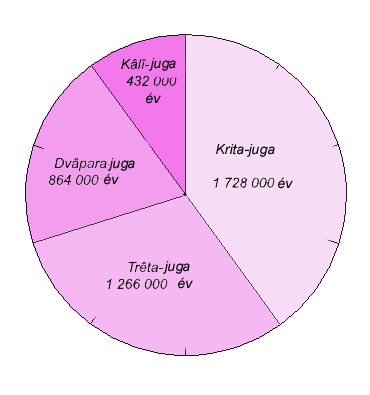
A korszakok aránya a csaturjugában

A csaturjuga négy világkorszakokból áll (csatur=4, juga=korszak, szanszkritul: युग), amelyek időtartama 4:3:2:1 arányban áll egymással. Ezek a világkorszakok a Szatja (v. Krita)-juga, Tréta-juga, Dvápara-juga, Kali-juga. Mindegyik korszaknak hajnala és alkonya van, a nappalok hosszával együttesen adják ki a korszak teljes időtartamát. A hajnalok és alkonyok hossza a teljes időtartam tíz százaléka (→ táblázat). Ezer csaturjuga alkot egy kalpát, amely megfelel egy kozmikus nappalnak, a kozmikus éjszaka ugyanennyi, tehát két kalpa Brahma egy teljes napja.
Egy kalpában 14 mantavantara korszak van. A mantavantara a dévaták, (istenségek) életének és uralkodásának időtartamai, ezeknek a neve Manu. 71 csaturjuga tesz ki egy Manu életet.
Amikor egy korszak lezárul, a földi élet bizonyos mértékű pusztulása következik be. Brahma éjszakájának bekövetkeztekor azonban már a Brahma szférájánál alacsonyabb rendű bolygók is hatalmas kataklizma következtében elpusztulnak, az itt élők lelkei szunnyadó állapotba kerülnek, csak a felsőbb bolygók maradnak meg, amelyek szentjei a vallás alapelveit újragondolják. Brahma tehát időről időre visszavonja a „meg nem nyilvánuló létteljességbe” az életerőt, hogy aztán Brahma ébredésekor, az új kalpa első szatja-jugájában az élet kiárasztásával ismét lények sokasága népesítse be a megfelelő szférákat.
Mindegyik korszakot a társadalom meghatározott mentális állapota jellemzi. Az emberek feladatai, erényei, kötelességei korszakonként azonosak, és hasonló módon felelnek meg a vallás (Dharma) által támasztott követelményeknek. A négy korszak időrendben követi egymást, mindegyik korszak erkölcsileg alacsonyabb rendű értéket képvisel mint az előző. A Kali-juga korszaka az utolsó, és legromlottabb.
Jelenleg Brahma életének ötvenegyedik évében, a huszonnyolcadik kalpa, vagyis a szvetavaráha („fehér vadkan”) kalpa Kali-jugájának hajnalánál tartunk, a hetedik ún. vaivaszvata mantavantarában. Ez a juga a Szúrja-szidhánta szerint i. e. 3102. február 17-ről 18-ára virradó éjszaka éjfélkor, Krisna halálával kezdődött. A Kali-juga végén (időszámításunk szerint 428 898. február 18-án) eljön Visnu tizedik avatárája, Kalki, és elpusztítja a földi életet.
A korszakokon belül előfordulnak könyörületes időszakok (múrták), amely alatt bizonyos cselekvések sikerrel járnak. Ezeket az időszakokat a hindu asztrológia számítja ki. Az asztrológiai kalendárium (pancsángam) leírja a hold állását, a hét napjait, a csillagászati konstellációk hatásait a mindennapi életre, de a hosszú távon várható időjárásról, a bel- és külpolitikai helyzetről, illetve konkrét gazdasági-piaci kérdésekről is tájékoztatást ad.
| Korszak (Isteni/földi év) | Szatja-juga                                                                         | Tréta-juga                                                                           | Dvápara-juga                                                      | Kali-juga                                                            | Egy ciklus hossza |
| Jellemző                  | Az „igazság kora”, vagy „aranykor”, a dharma törvényei maradéktalanul érvényesültek | „Ezüstkor”. A dharma szerepe csökken, az emberek egyre inkább önös érdekeiket nézték | „Bronzkor”. A dharma szerepe elhomályosult, megjelenik az adharma | „Vaskor”. Az adharma kerül túlsúlyba, a dharma követői alulmaradnak. |                   |
| Nappal                    | 4 000/1 440 000                                                                     | 3 000/1 080 000                                                                      | 2 000/720 000                                                     | 1 000/360 000                                                        |                   |
| hajnal                    | 400/144 000                                                                         | 300/108 000                                                                          | 200/72 000                                                        | 100/36 000                                                           |                   |
| alkony                    | 400/144 000                                                                         | 300/108 000                                                                          | 200/72 000                                                        | 100/36 000                                                           |                   |
| Összesen                  | 4 800/1 728 000                                                                     | 3600/1 296 000                                                                       | 2 400/864 000                                                     | 1 200/432 000                                                        | 12 000/4 320 000  |

## Az időfogalom filozófiai vonatkozásai
Az idő problematikája, mitikus és allegorikus értelmezési kísérletei igen korán megjelennek a hindu szövegekben. A Mahábhárata, a puránák de az Atharvavéda is foglalkozik vele, utóbbi fohászt tartalmaz az időhöz, leírja, hogy az idő szabályozza a korszakokat, a kezdetet, fenntartást és véget. Vannak filozófiai iskolák, akik a mindent átható világlélek, az abszolútum megtestesülésének vélik, mint például a kashmíri saiva iskolák.
A Brahmánda-purána szemlélete a világkorszakokat az idő négy arcának tekinti. Az Agni-purána az idő alapjának a nap mozgását rögzíti. A Mahábhárata szerint az idő teszi lehetővé az események egymásutánját, bizonyos dolgokat megenged, bizonyosakat nem, azzal, hogy a történések összefüggéseit meghatározza az univerzumot kezében tartó akaratán keresztül. A Svétasvara-upanisad az időt minden okának tartja.
A Bhagavad-gítában az idő egyszer mint hódító jelenik meg („A hódítók közül az idő vagyok...” vagy „Én a kimeríthetetlen időként létezem...”), majd mint pusztító: „Idő vagyok, világok pusztítója...”.

## Időszámítási rendszerek
Az „ortodox” brahmanok kalendáriuma az időszámítást a jelenlegi kalpa kezdetétől számítja, tehát 2013-ban 1 955 881 113. évet írjuk. Ezzel párhuzamosan is többféle időszámítási rendszer létezik, például az ún. Saka-éra 78-ban kezdődött, amely a szkíta-hun rokonságú Kaniska trónra lépését jelzi, és az újév április közepére esik. A Szamvat-érát (Vikrama szamvat) pedig 58-tól számítják, amikor Vikramanha király visszahódította Uddzsaint a szakáktól (szkíták). Itt az újév kezdete az őszi fényünnepet (dívapalit, vagy dívalit) követő nap.
A vaisnavák szintén külön időszámítást használnak, a bengáli vallási reformer Csaitanja születésének emlékére (1486. február közepe), az idő múlását innen számítják. Az ősi indiai hagyományok ötnapos egységekben számoltak, de a hétnapos ciklusokra is találunk példákat, elsősorban Észak-India hellenizált vidékein, ami valószínűleg Nagy Sándor görögjeinek öröksége.